# Мелечкино (Ивановская область)
Мелечкино — село в Родниковском районе Ивановской области России, входит в состав Парского сельского поселения.

## География
Расположено в 11 км на юго-восток от районного центра города Родники.

## История
Каменная церковь с колокольней в селе построена была в 1806 году, однопрестольная — в честь св. архистратига Михаила. При ней 1816 году была построена также каменная однопрестольная церковь в честь святит. Николая Чудотворца.
В XIX — первой четверти XX века село являлось центром Мелечкинской волости Юрьевецкого уезда Костромской губернии, с 1918 года — Иваново-Вознесенской губернии.
С 1924 года село являлось центром Мелечкинского сельсовета Родниковского района Ивановской области, с 1954 года — в составе Малышевского сельсовета, с 2005 года — в составе Парского сельского поселения.

## Население
| 1872 | 1897 | 1907 | 2002 | 2010 |
| ---- | ---- | ---- | ---- | ---- |
| 175  | ↗230 | ↗297 | ↘120 | ↘102 |

## Достопримечательности
В селе расположена действующая Церковь Михаила Архангела (1806).